# Тавровский, Юрий Вадимович
Юрий Вадимович Тавровский (род. 11 августа 1949 года, Днепропетровск) — советский и российский востоковед, заместитель председателя Общества российско-китайской дружбы, председатель совета экспертов Российско-китайского комитета дружбы, мира и развития, журналист, путешественник. На протяжении 50 лет изучает, посещает и описывает страны Восточной Азии. В 2015—2017-х годах совершил серию поездок по всему китайскому участку Нового шелкового пути — от Ляньюньгана на побережье Жёлтого моря до Хоргоса на границе с Казахстаном. Побывал во Вьетнаме и Индонезии, Бирме и Камбодже, Малайзии и Сингапуре, в Таиланде и на Филиппинах. В 1980-х годах работал корреспондентом журнала «Новое время» в Японии и объездил страну от Хоккайдо до Окинавы. Автор нескольких книг о Китае и Японии, многочисленных статей как о традиционных составляющих китайской и японской цивилизаций, так и о современных политических и экономических процессах в этих странах, в Евразии в целом.

## Образование
С 1966 по 1971 год учился на кафедре китайской филологии Восточного факультета ЛГУ. В ленинградском филиале Института Востоковедения АН СССР посещал семинары В. С. Колоколова по истории китайской иероглифики. Изучал классическую китайскую философию (Лао-цзы, Конфуций), памятники раннего буддизма в Китае. Под руководством Л. Н. Меньшикова написал дипломную работу «История раннего буддизма в Китае», перевел и прокомментировал «Сутру в 42 разделах» — одно из первых произведений китайского буддизма. В 1970—1971 годах проходил языковую стажировку в Наньянском университете в Сингапуре.

## Карьера
По завершении учёбы в 1971 году начал работать в Главной редакции радиовещания на Китай Гостелерадио СССР (редактор, старший редактор, зам. зав. отделом).
В 1978 году перешел на работу в еженедельный внешнеполитический журнал «Новое время», был обозревателем по Китаю и другим социалистическим странам Восточной Азии. С 1981 по 1987 год — собственный корреспондент «Нового времени» в Японии. Параллельно публиковал статьи в «Литературной газете», «Правде», журналах «Азия и Африка сегодня», «Вокруг света». Выступал в японских СМИ. Много путешествовал по Японии, фотографировал и собирал материалы для статей и книг.
С 1987 по 1990 год работал в Идеологическом отделе ЦК КПСС (подотдел международной информации, инструктор, курировал пропаганду на Китай, Японию). Участвовал в подготовке и проведении визита генерального секретаря ЦК КПСС М. С. Горбачева в КНР 15-18 мая 1989 года, позволившего нормализовать межпартийные отношения КПСС и КПК. Отвечал за работу советского пресс-центра и был свидетелем начального периода событий на площади Тяньаньмэнь.
В 1990—1991 годах — международный обозреватель газеты «Известия». После распада СССР работал в 1991—1992 годах главным редактором англоязычного журнала «Vestnik», который издавала Внешнеполитическая ассоциации России. Затем в течение двух лет (1992—1994) — зав. отделом, ведущий международной программы «Посольский приказ» на Российском телевидении.
1994—1996 — Партия российского единства и согласия (руководитель пресс-службы).
1996—1999 — РАО «Международное экономическое сотрудничество» (руководитель департамента общественных связей).
1999—2005 — Главное управление по обслуживанию дипломатического корпуса при МИД России (советник начальника ГлавУпДК по связям с прессой, главный редактор журнала «Дипломат»).
2005—2009 — издатель и главный редактор журнала «Дипломат» ГлавУпДК при МИД России.
С 2012 года — вице-президент Евразийской академии телевидения и радиовещания, с 2013 года — действительный член Изборского клуба. С 2008 года читает курсы лекций о Китае и Японии в Российском университете дружбы народов и Московском государственном лингвистическом университете.
В 2019 году Юрий Тавровский награжден Национальной премией КНР за заслуги в области литературы.
В июле 2019 года вошел в состав экспертного совета Русско-Азиатского Союза промышленников и предпринимателей (РАСПП).
В настоящее время -- заместитель председателя ОРКД (Общества российско-китайской дружбы), председатель экспертного совета Российско-китайского комитета дружбы, мира и развития, вице-президент Евразийской академии телевидения и радио, академик РАЕН.

## Книги Ю. В. Тавровского
- Си Цзиньпин -- вождь Китая. М.: Эксмо, 2024. ISBN 978-5-04203853-2.
- Китайское чудо. Корни и плоды. Поднебесная на пути великого возрождения китайской нации. М.: Книжный мир, 2022. ISBN 978 5 6048887 6 6.
- Украинские угрозы для Пекина. М.: Книжный мир, 2022. ISBN 978-5-6048263-4-8.
- Америка против Китая. Поднебесная сосредотачивается на фоне пандемии. М.: Книжный мир, 2020. 320 с. ISBN 978-5-6044601-4-6.
- Си Цзиньпин. Новая эпоха. М.: ЭКСМО, 2018. ISBN 978-5-04-093628-1.
- Новый Шелковый путь. Главный проект XXI века. М: ЭКСМО, 2017. 368 с. ISBN 978-5-699-97249-4. Переведена и издана в КНР: 大国之翼："一带一路"西行漫记。【俄罗斯】尤里•塔夫罗夫斯基著；伊永波译。北京：中共中央党校出版社。2017.
- Си Цзиньпин: по ступеням китайской мечты. М: ЭКСМО, 2015. 272 с. ISBN 978-5-699-80009-4. Переведена и издана в КНР: 习近平。正圆中国梦。【俄罗斯】尤里•塔夫罗夫斯基著；左风荣、郑洁岚等译。北京：中共中央党校出版社。2016。
- Китай, Россия и соседи. Новое тысячелетие. М.: Восточная книга, 2015. 256 с. ISBN 978-5-7873-0884-6
- Чудесный Китай. Недавние путешествия в Поднебесную: география и история. М.: Восточная книга, 2014. 232 с. ISBN 978-5-7873-0858-7.
- Япония. Сезоны перемен. Фотоальбом. Съемка и текст Ю. В. Тавровского. М.: Планета, 1991.
- Двухэтажная Япония. 2000 дней на Японских островах. М.: Политиздат, 1989. 287 с. ISBN 5-250-00962-X.
- Загадки «японского духа». М.: Советская Россия, 1989. 128 с. ISBN 5-268-01018-2.

## Участие в телевизионных проектах
- «Посольский приказ», еженедельная внешнеполитическая аналитическая передача, автор и ведущий, Российское телевидение, 1992—1994 годы.
- Соединенные государства Америки. Телефильм, автор сценария. Российское телевидение,1993 год.
- По ступеням Великой стены. Телефильм, автор сценария. Российское телевидение, 1993 год.
- Битва за Москву. Битва за Чанша. Телефильм о взаимопомощи СССР и Китая в 1941—1942 годы, автор сценария. 2016 год.
- В поисках Бабушкина. Телефильм о советских добровольцах в Антияпонской войне Китая, эксперт в кадре. Телекомпания Гуанси-Чжуанского автономного района, 2015 год.